# 香川佑太朗
香川 佑太朗（かがわ ゆうたろう）は、日本の元子役、俳優。

## 出演

### テレビドラマ
- 連続テレビ小説 あぐり 第124話（NHK総合テレビ、1997年9月25日）
- 風になりたい（TBS、1998年1月5日 - 2月20日）
- 3年B組金八先生 第5シリーズ（TBS、1999年 - 2000年） - 小野寺良輔 役 ※レギュラー出演
- 京都奉納まつり殺人事件（BSジャパン、2001年1月21日）
- 3年B組金八先生 第6シリーズ（TBS、2001年10月11日・2002年3月28日） - 小野寺良輔 役
- 少年被疑者（テレビ朝日、2002年5月11日）
- E.YAZAWA 成りあがり（フジテレビ、2002年11月23日）
- 3年B組金八先生 ファイナル（TBS、2011年3月27日） - 小野寺良輔 役

### CM
- DION（KDDI、2002年）[1]

### 映画
- さよなら、クロ（シネカノン、2003年7月5日） - 大山達雄 役[2]